# Automatic Digital Network
O Automatic Digital Network (também conhecido por AUTODIN ou ADNS) é um sistema de comunicação de dados que foi originalmente desenvolvido em meados dos anos 1960.
AUTODIN manipulados gravar comunicações militares e de comunicações para apoio especial inteligência comunidades. AUTODIN outlived que é esperado de vida e acabou por ser substituído com o MilNet por pacotes rede Switching (o "original" dos componentes da Internet) através início da década de 1990.
AUTODIN foi uma interessante rede. A maioria dos utilizadores finais ao AUTODIN interligados através de Digital Subscriber Terminal Equipment (DSTE) terminais. Estes usada uma versão modificada do síncrono, byte-oriented, IBM Bisync protocolo. Os assinantes também poderiam interligar através de terminais assíncronos, o mais popular é a boa ole ' "Modo 5" teleimpressor terminal. Embora apenas um teleimpressor, estes sistemas também poderiam empregar técnicas comutação de circuitos, que estabelece um link direto para o dispositivo de recepção (ex. Telex). AUTODIN foi mantida por militares e os E.U. Western Union nos Estados Unidos e mantido pela Ford Aerospace e os E.U. militares no exterior. Na altura, a responsabilidade global para AUTODIN leigos com o Department of Defense's Defense Communications Agency (DCA).